# Haukøyfjorden
Haukøyfjorden er en bred bugt på østsiden af Tysfjorden i Nordland fylke i Norge. Bugten er omtrent otte kilometer bred mellem næsset syd for Skarbergfloget i nord og Grindvikneset i syd, og går omtrent seks kilometer i østlig retning til Sørnesholmen.

Det går tre fjordarme fra Haukøyfjorden: Stefjorden og Tømmeråsfjorden i øst-sydøstlig retning og Fuglfjorden i sydlig retning. Kjelkvika (lulesamisk: Gielkáluokta) går ca. 1,7 kilometer i sydlig retning. Haukøyholmen er største ø og ligger i overgangen mellem bugten og to af fjordarmene.
De 25 indbyggere (2011) der bor langs sydsiden af Haukøyfjorden er fordelt på bebyggelsen Hundholmen og gårdene i Kjelkvika.  På nordsiden ligger det fraflyttede Inner-Skarberget med en kommunal vej til Skarberget.